# Kamienica przy ul. Żeglarskiej 10 w Toruniu
Kamienica przy ul. Żeglarskiej 10 w Toruniu – kamienica pochodząca z 2. poł. XIV wieku, przebudowana w XVIII i pod koniec XIX wieku, znajdująca się przy ulicy Żeglarskiej na Starym Mieście w Toruniu. W późnym średniowieczu należała ona do krewnych Mikołaja Kopernika: jego dziadka Lucasa Watzenrodego (lata 1437–1463) i jego wuja Tilemana von Allen (lata 1463–1499). W latach 1866–1890 mieściła się tu drukarnia Józefa Buszczyńskiego i jego syna Sylwestra, gdzie drukowano pierwsze wydania Gazety Toruńskiej. W latach 1972–1978 kamienica wraz z sąsiednią przy numerze 12 została wyremontowana w celu jej adaptacji na potrzeby gastronomiczne. Podczas prac odnaleziono wnęki gotyckie, strop polichromowany z pocz. XVII wieku oraz odtworzono portal gotycki i przedproże. Obecnie mieści się tutaj hotel Gromada.